# Amerikaanse winterschol
De Amerikaanse winterschol (Pseudopleuronectes americanus) is een straalvinnige vis uit de familie van schollen (Pleuronectidae), orde van platvissen (Pleuronectiformes). De vis kan maximaal 64 centimeter lang en 3600 gram zwaar worden. De hoogst geregistreerde leeftijd is 14 jaar. 

## Leefomgeving
Pseudopleuronectes americanus is een zoutwatervis. De soort komt voor in gematigde wateren in de Atlantische Oceaan op een diepte tot 5 meter. 

## Relatie tot de mens
Pseudopleuronectes americanus is voor de visserij van aanzienlijk commercieel belang. In de hengelsport wordt er weinig op de vis gejaagd. 